# Verteuil-sur-Charente
Verteuil-sur-Charente ist eine französische Gemeinde mit 588 Einwohnern (Stand 1. Januar 2022) im Département Charente in der Region Nouvelle-Aquitaine; sie gehört zum Arrondissement Confolens und zum Kanton Charente-Nord.

## Geschichte
Verteuil gehörte mindestens seit dem 12. Jahrhundert zum Besitz des Hauses La Rochefoucauld. 1567 fand hier die fünfte Synode der französischen Protestanten statt. Als Gemeinde wurde Verteuil 1793 geschaffen. 1801 bis 1926 gehörte Verteuil zum Arrondissement Ruffec, nach dessen Auflösung gehörte es zum Arrondissement Angoulême, und seit der Verwaltungsreform von 2008 ist es Teil des Arrondissement Confolens. In der zweiten Hälfte des 19. Jahrhunderts verlor Verteuil etwa ein Drittel seiner Einwohner: Von 1339 im Jahr 1846 auf 888 im Jahr 1901. Im 20. Jahrhundert reduzierte sich die Zahl um weitere 20 Prozent auf heute nur noch gut 700. 1962 änderte die Gemeinde ihren Namen in Verteuil-sur-Charente.

## Bevölkerungsentwicklung
- 1962: 803
- 1968: 802
- 1975: 719
- 1982: 770
- 1990: 714
- 1999: 718
- 2006: 715
- 2018: 638

## Sehenswürdigkeiten
- Kirche Saint-Médard (seit 1969 unter Denkmalschutz)
- Château de Verteuil